# Кордова (комарка)
Кордова (исп. Comarca de Córdoba)  — район (комарка) в Испании, входит в провинцию Кордова в составе автономного сообщества Андалусия.

## Муниципалитеты
| Муниципалитет     | Население | Площадь км² | Плотность населения чел./км² |
| ----------------- | --------- | ----------- | ---------------------------- |
| Кордова (Испания) | 322.867   | 1252        | 257,9                        |